# Paul Allen
Paul Gardner Allen (ur. 21 stycznia 1953 w Seattle, zm. 15 października 2018 tamże) – amerykański przedsiębiorca oraz filantrop, który razem z Billem Gatesem założył korporację Microsoft. Jeden z najbogatszych ludzi na świecie. Forbes uznał go w roku 2004 za piątego pod względem majątku na świecie. Allen posiadał 21 mld dolarów, w tym 5 mld w postaci akcji korporacji Microsoft.

## Życiorys

### Dzieciństwo
Urodził się w Seattle w stanie Waszyngton. W szkole średniej Lakeside School 14-letni Allen poznał 12-letniego Gatesa. Razem rozwijali swoją pasję komputerową. Allen dostał się na Uniwersytet Stanowy Waszyngtonu (ang. Washington State University), ale po dwóch latach rzucił studia, aby razem z Gatesem zrealizować ich sen o stworzeniu potężnego przedsiębiorstwa komputerowego. Ich zainteresowanie szczególnie skupiło się na tworzeniu oprogramowania dla powstających wtedy komputerów osobistych.

### Microsoft
Allen i Gates zarejestrowali Microsoft w mieście Albuquerque w stanie Nowy Meksyk w roku 1975 . Początkowo przedsiębiorstwo nazywało się „Micro-Soft” i sprzedawało interpreter języka BASIC. Nazwę „Micro-Soft” wymyślił Allen, nawiązywała ona do faktu, że firma produkowała oprogramowanie dla komputerów, które były bardzo małe w porównaniu z rozmiarami ówczesnych urządzeń komputerowych (nie istniało wówczas jeszcze określenie PC) . Allenowi udało się nawiązać kontakt z koncernem IBM . Zaproponował im sprzedaż systemu operacyjnego QDOS za 50 tys. dolarów. Podpisany kontrakt obejmował rozwój systemu oraz wsparcie dla jego użytkowników. IBM wybrał ten system jako główny dla nowo stworzonej przez siebie klasy komputerów PC wprowadzonych do sprzedaży w 1981 roku . Ogromny rozwój tej architektury maszyn liczących doprowadził w latach 80. i 90. XX wieku do sukcesu Microsoftu.
Allena zmusiła do rezygnacji z pracy w Microsofcie wykryta u niego choroba nowotworowa . Odszedł z firmy w latach 80., formalnie pozostawał jednak w zarządzie do roku 2000 . Chorobę dało się wyleczyć po wielomiesięcznej radioterapii.

### Inne przedsiębiorstwa
W 1988 roku Allen został właścicielem klubu sportowego Portland Trail Blazers grającego w lidze NBA, a w 1996 roku klubu Seattle Seahawks należącego do ligi futbolu amerykańskiego . Oprócz samych drużyn Allen stał się też właścicielem hali sportowej Rose Garden Arena w Portland. Drużyna koszykówki w latach 2002 oraz 2003 miała bardzo kiepskie wyniki sportowe. Pojawiły się też kłopoty ze spłatą kredytu z roku 1993. W efekcie 27 lutego 2004 roku finansująca klub sportowy korporacja Rose Garden zbankrutowała. Klub futbolu amerykańskiego wygrał Super Bowl w 2014 roku . Allen pozostawał właścicielem obu klubów do śmierci.
Allen zaangażował się w działalność venture capital. Jego przedsiębiorstwo Vulcan Ventures doprowadziła do rozwoju wielu interesujących przedsięwzięć w tym muzeum muzyki współczesnej (ang. Experience Music Project) w Seattle. Osobistym wkładem Allena była tutaj jego kolekcja pamiątek po Jimim Hendriksie. W czerwcu 2004 roku Allen otworzył nową ekspozycję w gmachu Experience Music Project, czyli Muzeum oraz Galerię Sławy Science Fiction (ang. Science Fiction Museum and Hall of Fame) całość tworzyła Experience Music Project and Science Fiction Museum and Hall of Fame – obecnie Museum of Pop Culture.
W roku 2003 Vulcan Ventures zainteresowała się Projektem Halo, jego założenie opierało się na próbie zastosowania technik sztucznej inteligencji do budowy cyfrowego modelu Arystotelesa, który mógłby służyć jako przewodnik po ludzkiej wiedzy.
Allen nabył również udziały sieci radiowej Rose City Radio Corporation nadającej w Portland w stanie Oregon. Kiedy Allen dowiedział się, że bardzo znane kino z Seattle, czyli Cinerama ma zostać zamknięte zainwestował w jego remont i uczynił je ponownie miejscem docenianych pokazów filmowych. Allen był też jednym z głównych fundatorów SETI. Kiedy na początku lat 90. XX wieku NASA zaprzestała finansowania tego projektu, to właśnie pieniądze Allena pozwoliły na dalsze poszukiwanie na falach radiowych wiadomości od pozaziemskiej inteligencji.
W roku 1984 Allen założył przedsiębiorstwo Asymetrix. To mieszczące się w Bellevue w stanie Waszyngton przedsiębiorstwo postawiło sobie za cel rozwój edukacji wspomaganej komputerowo. Potem korporacja zmieniła firmę na Click2learn.com po czym doszło do fuzji z Docent. W roku 2004 utworzona z połączonych Sum Total System świadczyła usługi szkoleniowe dla biznesu z wykorzystaniem technik komputerowych.
We wrześniu 2003 roku Allen przekazał środki na utworzenie Instytutu Nauk o Mózgu imienia Allena (ang. Allen Institute of Brain Science) . Prowadzeniem instytutu miała się zająć organizacja, mieszcząca się w Seattle. Pierwszym projektem stał się Atlas Mózgu imienia Allena (ang. Allen Brain Atlas). Dzięki jego publicznemu udostępnieniu Allen chciał się przyczynić do rozwoju Projektu poznania ludzkiego cognomu (ang. Human Cognome Project).
Allen był również właścicielem kolekcji samolotów Flying Heritage Collection, założonej w 2004 roku, działającej od 2008 do 2020 roku jako muzeum lotnictwa na lotnisku Paine Field w Everett. W 2022 roku kolekcja została nabyta przez nowego właściciela Wartime History Museum.
W grudniu 2003 roku Allen ujawnił się jako główny inwestor stojący za SpaceShipOne. Ten samolot kosmiczny budowany przez korporację Scaled Composites został jednym z głównych kandydatów do zdobycia Nagrody X Prize. Dnia 21 czerwca 2004 roku SpaceShipOne jako pierwszy prywatny pojazd kosmiczny wyniósł człowieka w przestrzeń kosmiczną, czyli na wysokość ponad 100 km.
Był właścicielem dużej kolekcji obrazów, między innymi postimpresjonistów, którą zadysponował do sprzedaży po swojej śmierci na cele charytatywne. W listopadzie 2022 roku obrazy należące do kolekcji zostały sprzedane w Nowym Jorku na aukcji za ponad miliard dolarów. 